# Cupaj
Cupaj (din franceză coupage) este o operațiune de amestecare a mai multor varietăți de produse (materiale) și ingrediente luate în proporții anumite.
Cupajul vinului se face nu doar pentru obținerea unui gust mai bun, ci și pentru unicitatea lui – asigurarea calității vinului provenit din recolte din ani diferiți și a indicatorilor necesari (alcool, zahăr, aciditate).

## Legături externe
- Vinurile rosé și practicile oenologice autorizate, 5 mai 2009, Parlamentul European, europarl.europa.eu